# Poesia
Poesia – magazyn wydawany przez futurystę Filippo Tommaso Marinettiego od 1905 roku w Mediolanie we Włoszech. Jego motto brzmiało: „Może tu odrodzi się pozbawiona życia poezja”. Było najważniejszym pismem futuryzmu. Okładkę i ilustracje do jednego z numerów zaprojektowali Alberto Martini i Romolo Romani.
Pisarze i poeci skupieni wokół pisma to: Paolo Buzzi, Luciano Folgore, Libero Altomare, Lucini, Cavacchioli, Aldo Palazzeschi, Corrado Govoni, Auro d'Alba, Federico De Maria.
Innym pismem, wokół którego skupieni byli twórcy awangardy we Włoszech to „Lacerba” założone przez Ardengo Sofficiego we Florencji.